# Zgrada Prve franjevačke gimnazije u Sinju
Zgrada Prve franjevačke gimnazije' nalazi se u Sinju. Podignuta je u 19. stoljeću.

## Opis
Prva franjevačka klasična gimnazija u Sinju smještena je na glavnom gradskom trgu, sjeverno uz Crkvu Čudotvorne Gospe Sinjske. To su tri kamene kuće u nizu, izduženog tlocrta, simetričnog pročelja. Srednja kuća je malo izmaknuta prema trgu i visine je P+3, a dvije bočne kuće su visine P+2. Građene su od pravilnih klesanaca. Krovovi su dvoslivni, pokriveni utorenim crijepom. Prozori i vrata su uokvireni kamenim pragovima, prozori imaju drvene grilje.

## Zaštita
Pod oznakom Z-5571 zavedena je kao nepokretno kulturno dobro - pojedinačno, pravna statusa zaštićena kulturnog dobra, klasificirano kao "profana graditeljska baština".